# لويس بي هوبارت
لويس بي هوبارت (بالإنجليزية: Lewis P. Hobart)‏ هو مهندس معماري أمريكي، ولد في 1873، وتوفي في 1954.